# Marie Lu

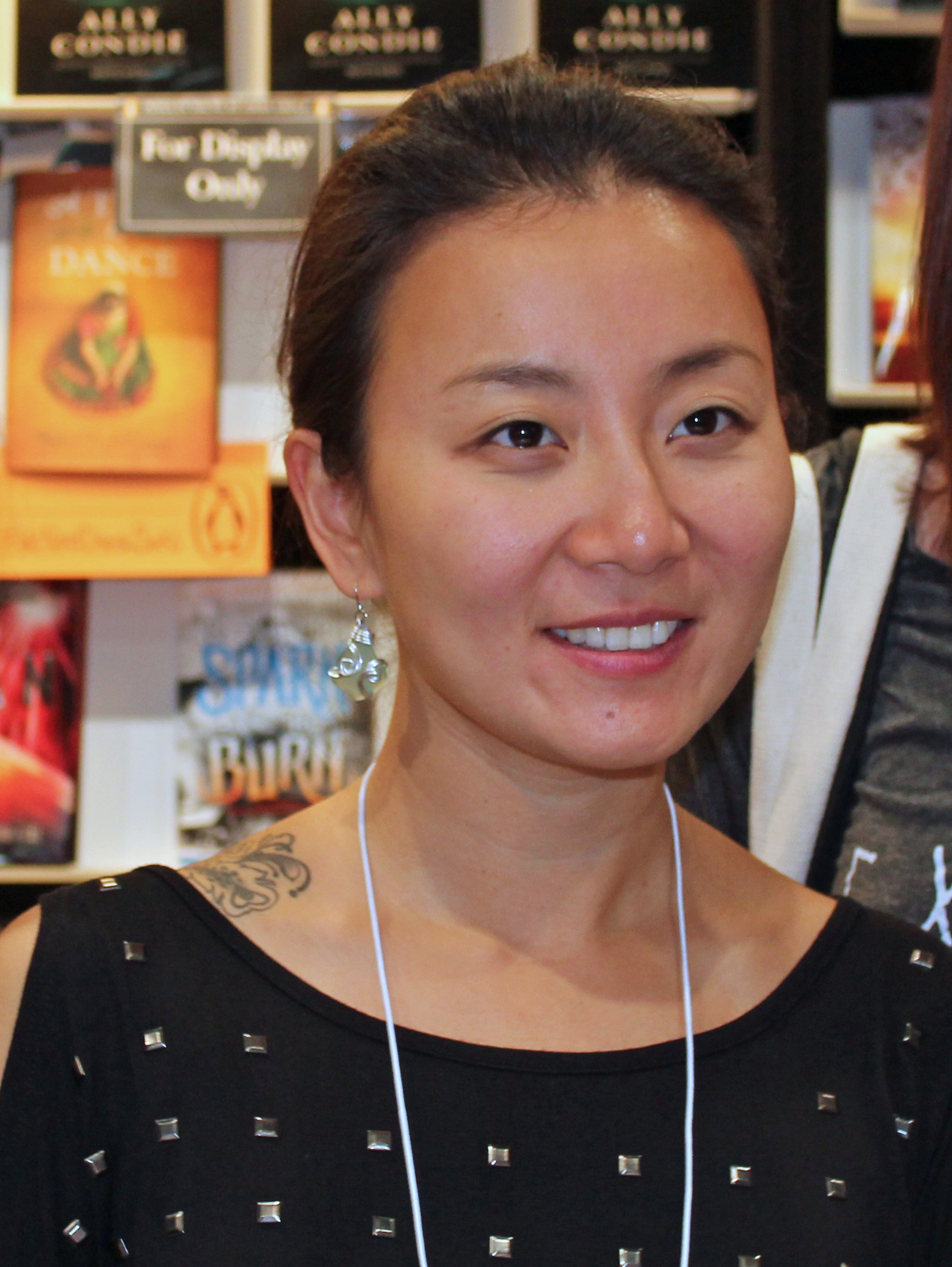
Marie Lu (2014)

Marie Lu (* 11. Juli 1984 in Wuxi als Xiwei Lu) ist eine sino-amerikanische Science-Fiction-Autorin.

## Leben
Lu lebte bis zum fünften Lebensjahr in Peking, bevor sie nach Texas zog. Sie studierte an der University of Southern California und arbeitete später bei verschiedenen Firmen für Videospiele. Dabei entwickelte sie Spiele für iOS und Facebook. Inzwischen ist sie Vollzeit-Autorin und schreibt auch vereinzelt Gedichte. Sie lebt in Pasadena, Kalifornien.

## Legend-Trilogie
Marie Lu wurde bekannt durch die dystopischen Legend-Romane. Eine Verfilmung von CBS Films, in der Jonathan Levine Regie führt, ist geplant.

## Werke

### Legend-Trilogie
1. Legend – Fallender Himmel. Loewe Verlag, Bindlach 2012, ISBN 978-3-7855-7394-5. (Original: Legend. 2011.)
2. Legend – Schwelender Sturm. Loewe Verlag, Bindlach 2013, ISBN 978-3-7855-7395-2. (Original: Prodigy. 2013.)
3. Legend – Berstende Sterne. Loewe Verlag, Bindlach 2014, ISBN 978-3-7855-7492-8. (Original: Champion. 2013.)

### The Young ElitesSerie
1. Die Gemeinschaft der Dolche. Loewe Verlag, (Original: The Young Elites. Putnam Juvenile, 2014, ISBN 978-0399167836).
2. Das Bündnis der Rosen. Loewe Verlag, (Original: The Rose Society. Putnam Juvenile, 2015, ISBN 978-0399167843).
3. Die Herrschaft der weißen Wölfin. Loewe Verlag, (Original: The Midnight Star. Putnam Juvenile, 2016, ISBN 978-0399167850).

### DieWarcrossReihe
1. Warcross – Das Spiel ist eröffnet. Loewe Verlag, Bindlach 2018, ISBN 978-3785587720 (Original: Warcross. Putnam, 2017, ISBN 978-0399547966).
2. Warcross – Neue Regeln, neues Spiel. Loewe Verlag, Bindlach 2019, ISBN 978-3785587737(Original: Wildcard. Putnam, 2018, ISBN 978-0399547997).

### DC Icons Buch-Serie
1. Batman: Nightwalker. dtv Verlagsgesellschaft (31. Januar 2019), ISBN 978-3423762281. (Buch 2 der Serie)